# Solum
Le solum est défini comme « une tranche verticale d’une couverture pédologique observable dans une fosse ou une tranchée », intégrant une épaisseur suffisante de la roche sous-jacente pour en permettre la caractérisation.
A la différence du profil de sol, qui est une séquence d'informations, le solum est un volume de matière, permettant l'observation, l’exploration et la description des caractères, ainsi le prélèvement et l'analyse d'échantillons.
Cette tranche de matière a, pour dimensions horizontales, un décimètre, au plus, d'épaisseur et quelques décimètres de largeur et pour dimension verticale, de quelques centimètres (lithosols) à plusieurs mètres.